# セゾンファンデックス
株式会社セゾンファンデックス（英文名称SAISON FUNDEX CO.,LTD.）は、個人・法人向け融資事業及び、不動産金融事業、リースバック事業、信用保証事業等を行う日本の消費者金融業・抵当証券業者。主力商品は、クレディセゾングループのネームバリューを活かした「不動産担保ローン」「プロジェクト融資」「セゾンのリースバック」「かんたん安心ローン」等。

## 沿革
- 1984年
  - 2月 - (株）西武クレジット(現（株）クレディセゾン)等の出資により、（株）西武抵当証券として設立
- 1991年
  - 2月 - （株）エースファイナンスと合併
  - 4月 - 社名を（株）セゾンファンデックスに変更
- 1994年
  - 11月 - 不動産金融事業を開始
- 2002年
  - 9月 - 商品群の総合ブランドとして「ローン百選」を展開
- 2003年
  - 2月 - 不動産担保ローン取扱い開始
- 2006年
  - 3月 - 「VIPローンカード」取扱開始
- 2009年
  - 2月 - 「住宅ローン」取扱開始
- 2010年
  - 3月 - 個人事業主の事業資金に「VIPローンカード(事業コース)」取扱開始
  - 10月 - 信用保証事業を開始
- 2011年
  - 1月 - 「投資物件購入ローン」取扱開始
- 2016年
  - 5月 - 「リースバック」事業開始
  - 11月 - 中高年向けの「かんたん安心フリーローン」取扱開始
- 2017年
  - 7月 - 中高年向けの「かんたん安心カードローン」取扱開始
  - 12月 - 「任意売却」事業開始
- 2021年
  - 1月 - 「不動産売却前提ローン」取扱開始
  - 11月 - ファクタリング事業及び収納代行事業の「今スグまとめ払い」取扱い開始

## CM
- 2022年11月より、「家」の象徴として「宀」を土台とし、“つくり”だけを変えていくことで紡がれていく「家族」の物語をイメージしたセゾンのリースバックTVCM「家から得たもの篇」を放映。